# Ptychostomum arcticum
Ptychostomum arcticum là một loài Rêu trong họ Bryaceae. Loài này được (R. Br.) J.R. Spence ex D. T. Holyoak & N. Pedersen mô tả khoa học đầu tiên năm 2007.